# Trupinjak
Trupinjak is een plaats in de gemeente Krnjak in de Kroatische provincie Karlovac. De plaats telt 9 inwoners (2001).